# لیپینگتس
لیپینگتس (به لاتین: Lipiniec) یک روستا در لهستان است که در گمینا مارگونگن واقع شده‌است.